# Муле
Муле се нарича хибридът между мъжко магаре и женски кон (кобила), за разлика от катъра, полът на родителите на който е на обратно. Терминът „муле“ (лат. mulus) първоначално се използвал за поколението на които и да е две животни от различни видове – това, което днес наричаме хибрид.
В осанката си мулето прилича на магаре, но доближава размерите на коня. Съчетава силата на коня и издръжливостта на магарето. При еднакво живо тегло, мулетата имат 20 – 25% по-голяма работоспособност и 35% по-голяма товароподемност от коня. Това предимство проличава най-вече при преход в стръмни и труднопроходими планински пътища с товар 80 до 160 kg на гръб. Мулета се развъждат най-често в Средиземноморските страни и в Азия.
В България е имало развъдни станции за магарешки жребци в Белоградчик и край Самоков, които са били изпращани в планинските райони, главно в Рило-родопския масив и Стара планина. Като най-удачни за балканските условия са отглеждани и култивирани жребци от породите „мартина франка“, „кипърско“, „сирийско“ и „местно подобрено“. Около 75% от мулетата имат т. нар. „кестени“ и на четирите крака (характерно за коня) и само 25% на предните два крака (характерно за магарето).
Тъй като превъзхождат катърите по работоспособност и издръжливост, се срещат много по-често от тях. Мулетата са по-издръжливи от коня на заболявания и по-дълголетни. Достигат на възраст до 30 – 35 години.